# 巴南冈
巴南冈（1913年3月11日—1998年5月4日），中国文化人物。曾在蓬莱县、郑州市、武汉市任各类文化职位。著有《南冈诗草》、《巴南冈同志文集》等专著。

## 早年
巴南冈本名巴本楠，1913年3月11日出生在山东省福山县崇义村(今烟台市福山区)的一个贫农之家庭。父亲经商；母亲种田。他7岁入本村初级小学，除了国文课程，还参加了高级补习班，积累了一些文学及科学知识。14岁辍学，外出当学徒，生活仍然艰难。1935年回到母校任教，在县民教馆的民先队员于业功指导下，接触了进步思想。1937年春，巴南冈参加了福山县抗日组织“政训班”，跟着共产党员赵锡椿进行抗日宣传。
1938年3月烟台被日军占领。巴南冈参加了共产党领导的国民革命军第三军总政治部（后来的八路军五支队）。1939年8月28日加入了中国共产党。后任八路军三支队政治部宣传队队长、蓬莱县政府政治学校副校长、蓬东行署教务科科长、山东北海专署秘书。第二次国共内战爆发后，巴南冈投入了胶东的“减租减息，增加工资”运动，先后任蓬莱县政府秘书、副县长，主持了蓬莱县土地改革运动。后来又于河南洛阳、郑州市文化局任社会教育科科长、民众教育馆馆长等职。

## 共和国成立初期
1949年5月巴南冈随军进入武汉，1949年9月，筹建武汉市文艺工作委员会并任戏曲处副处长。1951年又主持了“武汉戏曲改进委员会”。他推动上演了各种传统戏曲及革命新剧，按照新政府的要求“改人、改制、改戏”，主持整修影院、戏院等娱乐场所。1951年11月主持第一届戏曲观摩会，次年春举办第二届，推出34种革命剧目。
巴南冈推动定点建团，组建武汉市楚剧团，吸收新文艺团体中抽调16名新文艺工作者加入；此外，还设班培训，培养新人。楚剧团开始在全国获各种奖项。之后，他被任命为武汉市文化局秘书、副局长、局长、党组书记，提拔了不少新人。巴南冈等在武汉成立大型国营京剧团中南京剧工作团（开始时周信芳任总团长，高百岁、陈鹤峰任副总团长)、中南实验京剧团（高盛麟任团长，马连良、张君秋参与演出）。另外，他还扶植汉剧，请陈伯华出山。在他任期之内，武汉的剧种由建国初的4种增加到12种。

## 受到冲击
1958年，巴南冈被打为右派、反党分子，开除党籍。1961年重新入党，先后成为武汉机械厂副厂长、市文化局副局长及市文联副主席。1970年下放劳动。1972年任市城建局领导小组副组长、市园林局副局长、党组副书记，1979年4月平反。

## 晚年
晚年巴南冈潜心创作。1981年10月曾任武汉专业剧团评委会主任。1993年成为副市级干部。1997年审阅了文华志稿件。1998年逝世于武昌。